# Station Cergy-le-Haut
Cergy-le-Haut is een van de drie stations in de Franse gemeente Cergy. De andere twee stations zijn Cergy-Saint-Christophe en Cergy-Préfecture. Het station werd op 29 augustus 1994 geopend en werd toen het nieuwe eindpunt van de RER A. Dat was nodig voor een uitbreiding van de ville nouvelle, van de nieuwe stad Cergy-Pontoise. Cergy-Le Haut is het noordelijke eindpunt van RER A aan tak A3. Het station ligt voor passagiers die de Passe Navigo gebruiken in zone 5. Er stoppen tijdens spitsuur ook treinen van de Transilien lijn L.

## Treindienst
| Serie   | Treinsoort        | Route | Bijzonderheden |
| ------- | ----------------- | --- | -------------- |
| RER A   | RER (SNCF / RATP) | [ [ Cergy-le-Haut – ] / [ Poissy – ] Maisons-Laffitte – ] / [ Saint-Germain-en-Laye – Rueil-Malmaison – Nanterre-Université – ] Nanterre-Préfecture – La Défense – Châtelet - Les Halles – Paris-Lyon – Vincennes – [ Fontenay-sous-Bois – La Varenne - Chennevières – Boissy-Saint-Léger ] / [ Val de Fontenay – Bry-sur-Marne – Noisy-le-Grand - Mont d’Est – Torcy – Marne-la-Vallée - Chessy ] |                |
| Trans L | Transilien (SNCF) | Paris Saint-Lazare – Bécon-les-Bruyères – [ Nanterre-Université – Maisons-Laffitte – Cergy-le-Haut ] / [ [ La Défense – Saint-Cloud – [ Versailles-Rive-Droite ] / [ Marly-le-Roi – Saint-Nom-la-Bretèche - Forêt de Marly ] ] |                |